# Irena Augustowska
Irena Maria Augustowska (ur. 25 grudnia 1914 w Pelikanach, zm. 26 marca 2010 w Warszawie) – podporucznik Armii Krajowej, dama Krzyża Srebrnego Virtuti Militari.

## Życiorys
Córka Eugeniusza Pelikana i Heleny z domu Smoleńskiej, urodziła się w majątku rodzinnym Pelikany na Brasławszczyźnie. W 1935 r. ukończyła Gimnazjum im. ks. Czartoryskiego w Wilnie i podjęła studia na Wydziale Matematyczno-Przyrodniczym Uniwersytetu Stefana Batorego. W 1937 r. przerwała naukę z powodów zdrowotnych.
W październiku 1941 r. została zaprzysiężona jako żołnierz Związku Walki Zbrojnej. Pełniła funkcję łączniczki i przewodnika. Od maja 1942 r. została przydzielona do V Odcinka „Wachlarza”, gdzie początkowo była łączniczką, a następnie kierowniczką kancelarii sztabu komendy.
Od stycznia 1943 r. objęła kierownictwo nad referatem łączności Inspektoratu B do Ośrodka Dywersyjno-Partyzanckiego „Turmonty”. Po roku została przeniesiona do Komendy Garnizonu Armii Krajowej Wilno, gdzie w lipcu objęła funkcję kierowniczki referatu łączności konspiracyjnej w Oddziale Specjalnym Kedywu. Dodatkowo pełniła funkcję łączniczki i kurierki.
W czasie wyzwalania Wilna w ramach Operacji „Ostra Brama” była łączniczką przy oddziałach bojowych biorących udział w walkach o miasto. Po zakończeniu działań wojennych pozostała w konspiracji, była łączniczką Oddziału Specjalnego „Hubert”, dowodzonego przez jej męża. W marcu 1945 r. została repatriowana na ziemie odzyskane, do Łobza, skąd przeniosła się do Gdańska, a następnie do Warszawy. W 1948 r. została aresztowana przez Urząd Bezpieczeństwa z racji swej działalności w AK. W 1951 r. odzyskała wolność.
Znalazła zatrudnienie jako księgowa w Spółdzielni Pracy Rybołówstwa Śródlądowego „Wisła”, następnie w Zespole Hodowlanym „Norka”, a potem w Hodowlano-Rolniczej Spółdzielni Produkcyjnej „Czerniaków”. W 1975 r. przeszła na emeryturę. Działała w środowisku kombatanckim, od 1985 r. należała do Związku Bojowników o Wolność i Demokrację. Zmarła 26 marca 2010 r., została pochowana na cmentarzu Wilanowskim.

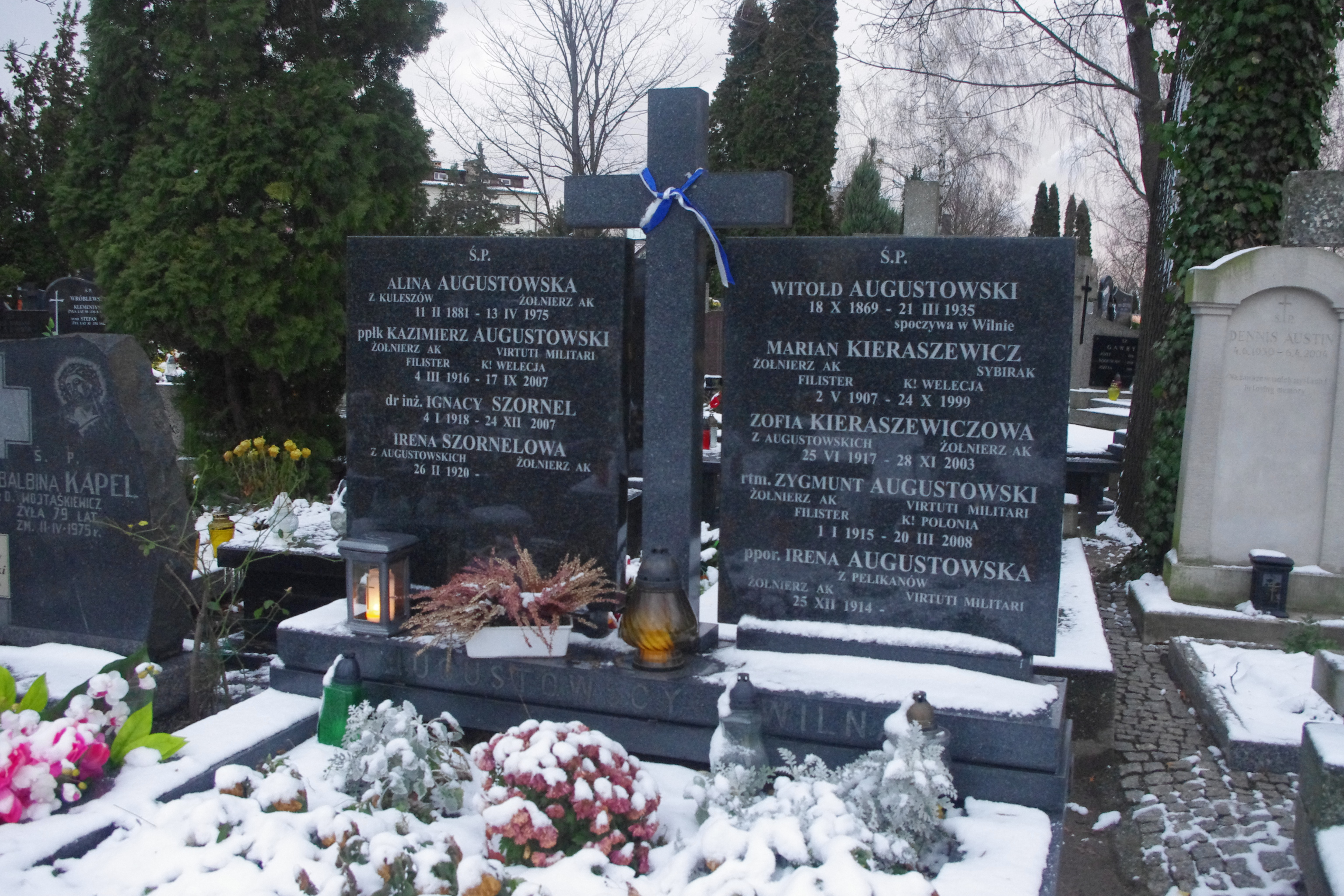
Grób Ireny Augustowskiej na Cmentarzu Wilanowskim w Warszawie

## Życie prywatne
Była żoną por. Zygmunta Augustowskiego ps. „Ślepowron”.

## Ordery i odznaczenia
- Krzyż Srebrny Virtuti Militari nr 13896,
- Krzyż Walecznych,
- Srebrny Krzyż Zasługi z Mieczami.